# Casa Rusescu din Seciu
Casa Rusescu este un monument istoric aflat în localitatea Seciu, din cadrul orașului Boldești Scăeni.